# تاريخ أندورا
أندورا تدعي أنها هي الدولة المتبقية المستقلة الأخيرة من الثغر الإسباني، دويلة حاجزة أنشأها شارلمان للحفاظ على المغاربة المسلمين من التقدم داخل فرنسا المسيحية. التقليد يذهب إلى ان شارلمان منح ميثاقاً لشعب أندورا في مقابل قتالهم المغاربة. في القرن 9، قام حفيد شارلمان شارل الأصلع بتسمية الكونت أورجيل أفرلورد أندورا. وقام أحفاد الكونت بإعطاء الأراضي في وقت لاحق إلى أبرشية أورغل، برئاسة أسقف أورغل.